# Anne Bancroft
Anne Bancroft, właśc. Anna Maria Louise Italiano (ur. 17 września 1931 w Nowym Jorku, zm. 6 czerwca 2005 w Nowym Jorku) – amerykańska aktorka.
Wielokrotna zdobywczyni najważniejszych nagród filmowych, telewizyjnych i teatralnych − Oscara, trzech BAFTA, dwóch Złotych Globów, dwóch Tony Award, dwóch Emmy i Nagrody za pierwszoplanową rolę kobiecą na Festiwalu Filmowym w Cannes.
8 lutego 1960 otrzymała własną gwiazdę w Alei Gwiazd w Los Angeles znajdującą się przy 6368 Hollywood Boulevard.

## Życiorys

### Wczesne lata
Urodziła się w nowojorskiej dzielnicy Bronx jako druga z trzech córek Carmelli „Mildred” (z domu Di Napoli), operatorki telefonicznej, i Michaela G. Italiano, twórcy wzorów ubiorów. Miała dwie siostry − starszą Joanne i młodszą Phyllis. Jej rodzice byli włoskimi imigrantami z Mezzogiorno. Wychowała się w wierze rzymskokatolickiej.
W wieku 9 lat napisała na płocie swojego mieszkania „Chcę zostać aktorką”. W 1948 ukończyła szkołę średnią Christopher Columbus High School. Uczyła się aktorstwa w nowojorskim Herbert Berghof Studio, American Academy of Dramatic Arts, Actors Studio i American Film Institute. Jeszcze jako studentka zdobyła kontrakt telewizyjny występując w programach Studio One i Goldbergowie.

### Kariera
Przez sześć lat była związana kontraktem z 20th Century Studios. Zadebiutowała na ekranie w dramacie Proszę nie pukać (Don’t Bother to Knock, 1952) w reż. Roya Warda Bakera z Marilyn Monroe. W latach 50. grywała głównie drugoplanowe role, m.in. w horrorze Goryl atakuje (Gorilla at Large, 1953) z Raymondem Burrem. W 1958 odniosła sukces na Broadwayu jako Gittel Mosca w sztuce Williama Gibsona Dwoje na huśtawce w reż. Arthura Penna u boku Henry’ego Fondy, otrzymała Tony Award i nagrodę Theatre World. Równie głośny był spektakl Cudotwórczyni Williama Gibsona w reż. Arthura Penna, w którym grała Anne Sullivan, nauczycielkę głuchoniemej i ociemniałej Helen Keller (Patty Duke) i zdobyła kolejną nagrodę Tony za tę kreację, a dwa lata później powtórzyła ją w filmie Cudotwórczyni (The Miracle Worker, 1962), który obiegł kina niemal całego świata i przyniósł jej Oscara, nagrodę BAFTA oraz nominację do Złotego Globu.
Powróciła na Broadway w przedstawieniu Matka Courage i jej dzieci Bertolta Brechta (1963), w roli siostry Joanny od aniołów, średniowiecznej zakonnicy mającej obsesję na punkcie księdza (Jason Robards) w sztuce Diabły Petera Halla (1965) i jako Stephanie Abrahams w spektaklu Duet na jedną osobę (1981) w reż. Williama Friedkina u boku Maxa von Sydow. Była nominowana do Oscara dla najlepszej aktorki pierwszoplanowej za rolę Jo Armitage w brytyjskim dramacie Jacka Claytona Zjadacz dyń (The Pumpkin Eater, 1964), jako pani Robinson w dramacie Mike’a Nicholsa Absolwent (The Graduate, 1968), Emma Jacklin w melodramacie muzycznym Herberta Rossa Punkt zwrotny (The Turning Point, 1977) i za rolę matki Miriam Ruth w dreszczowcu psychologicznym Normana Jewisona Tajemnica klasztoru Marii Magdaleny (Agnes of God, 1988) z Jane Fondą. Zaproponowano jej rolę Chris MacNeil (matki) w Egzorcyście (1973), ale musiała ją odrzucić, ponieważ była w ciąży. W miniserialu biblijnym NBC Franco Zeffirelliego Jezus z Nazaretu (Jesus of Nasareth, 1977) jako Maria Magdalena. W melodramacie Charing Cross 84 (1988) wcieliła się w postać pisarki Helene Hanff. W 2002 wystąpiła na Off-Broadwayu w roli Louise Nevelson w sztuce Mieszkaniec Edwarda Albee.

## Życie prywatne
Była dwukrotnie zamężna. 1 lipca 1953 zawarła związek małżeński z Martinem Mayem. Małżeństwo rozpadło się 13 lutego 1957. W 1961 Bancroft poznała Mela Brooksa, z którym wzięła ślub 5 sierpnia 1964. Mieli syna Maximiliana Michaela (ur. 22 maja 1972). Ze swoim drugim mężem wzięła udział w komedii Być albo nie być (1983), gdzie zagrała polską aktorkę Annę Brońską.
6 czerwca 2005 zmarła w wieku 73 lat w następstwie choroby nowotworowej.

## Filmografia
Filmy fabularne

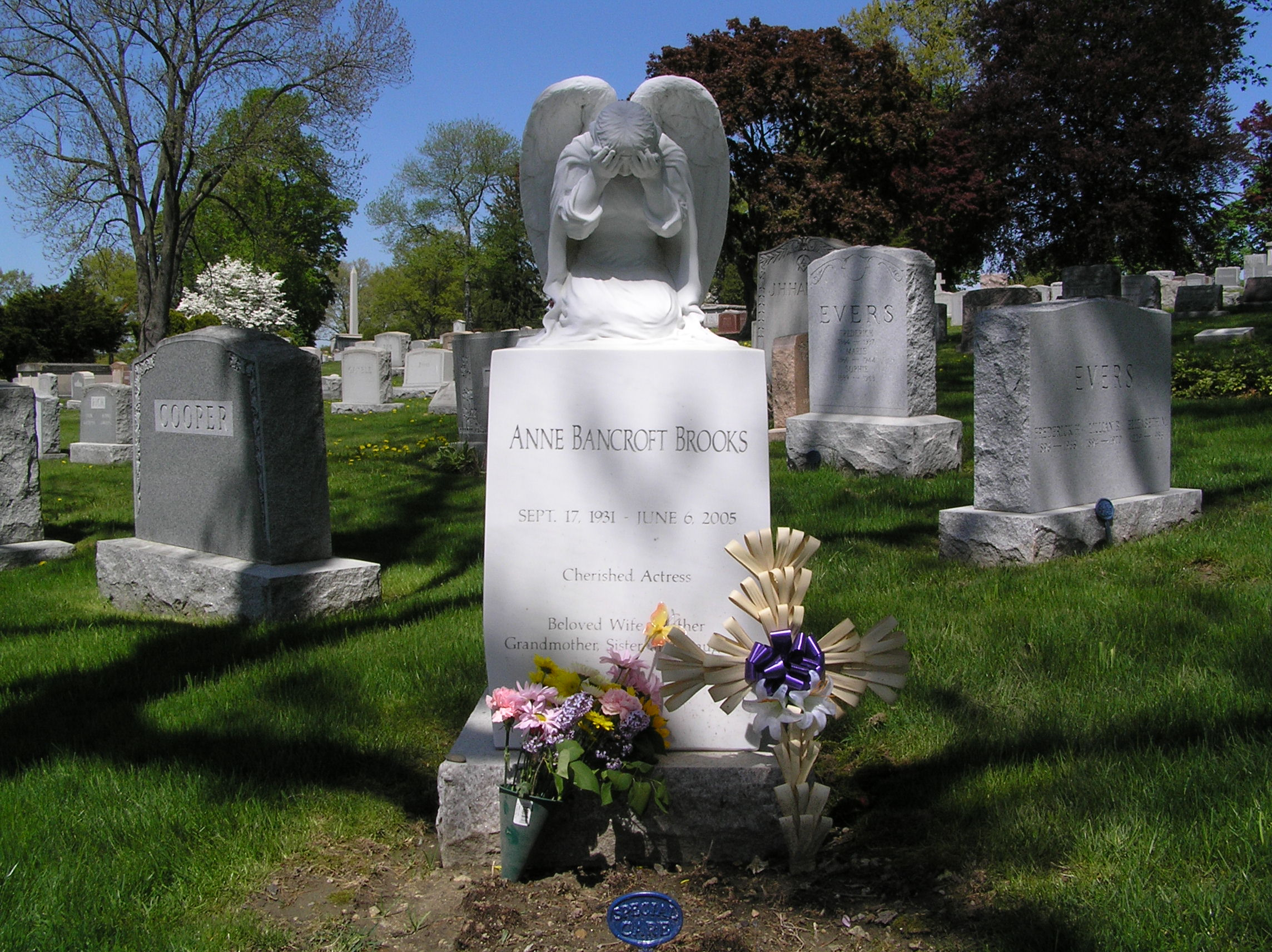
Grób Anne Bancroft (2011)

- 1952: Proszę nie pukać (Don't Bother to Knock) jako Lyn Leslie
- 1953: Tonight We Sing jako Emma Hurok
- 1953: Treasure of the Golden Condor jako Marie
- 1953: The Kid from Left Field jako Marian Foley
- 1954: Goryl atakuje (Gorilla at Large) jako Laverne Miller
- 1954: Demetriusz i gladiatorzy (Demetrius and the Gladiators) jako Paula
- 1954: The Raid jako Katie Bishop
- 1955: The Last Frontier jako Corinna Marston
- 1955: The Naked Street jako Rosalie Regalzyk
- 1955: A Life in the Balance jako María Ibinia
- 1955: New York Confidential jako Kathy Lupo
- 1956: Walk the Proud Land jako Tianay
- 1957: O zmierzchu (Nightfall) jako Marie Gardner
- 1957: The Girl in Black Stockings jako Beth Dixon
- 1957: The Restless Breed jako Angelita
- 1962: Cudotwórczyni (The Miracle Worker) jako Annie Sullivan
- 1964: Zjadacz dyń (The Pumpkin Eater) jako Jo Armitage
- 1965: Wątła nić (The Slender Thread) jako Inge Dyson
- 1966: Siedem kobiet (7 Women) jako dr D.R. Cartwright
- 1967: Absolwent (The Graduate) jako pani Robinson
- 1970: Annie, the Women in the Life of a Man
- 1972: Młody Winston (Young Winston) jako Jenny (Lady Randolph) Churchill
- 1974: Płonące siodła (Blazing Saddles) jako statystka w kościele (niewymieniona w czołówce)
- 1975: Hindenburg (The Hindenburg) jako księżna Ursula
- 1975: Więzień Drugiej Alei (The Prisoner of Second Avenue) jako Edna
- 1976: Dziewczyna z reklamy (Lipstick) jako Carla Bondi
- 1977: Jezus z Nazaretu (Jesus of Nasareth) jako Maria Magdalena
- 1977: Punkt zwrotny (The Turning Point) jako Emma Jacklin
- 1980: Człowiek słoń (The Elephant Man) jako pani Kendal
- 1980: Grubas (Fatso) jako Antoinette
- 1983: Być albo nie być (To Be or Not to Be) jako Anna Bronski
- 1984: Garbo mówi (Garbo Talks) jako Estelle Rolfe
- 1985: Tajemnica klasztoru Marii Magdaleny (Agnes of God) jako matka Miriam Ruth
- 1986: Dobranoc, mamusiu ( 'night, Mother) jako Thelma Cates
- 1987: Charing Cross 84 (84 Charing Cross Road) jako Helene Hanff
- 1988: Trylogia miłosna (Torch Song Trilogy) jako Ma Beckoff
- 1989: Ten idiota Bert Rigby (Bert Rigby, You're a Fool) jako Meredith Perlestein
- 1992: Pani Cage (Mrs. Cage) jako Lillian Cage
- 1992: Droga na Broadway (Broadway Bound) jako Kate Jerome
- 1992: Eliksir miłości (Love Potion No. 9) jako madame Ruth
- 1992: Miesiąc miodowy w Las Vegas (Honeymoon in Vegas) jako Bea Singer
- 1993: Pełnia zła (Malice) jako pani Kennsinger
- 1993: Kryptonim Nina (Point of no Return) jako Amanda
- 1993: Mr. Jones jako dr Catherine Holland
- 1994: Wdowa po konfederacie mówi wszystko (Oldest Living Confederate Widow Tells All) jako Lucy Marsden (wiek 99-100)
- 1995: Skrawki życia (How to Make an American Quilt) jako Glady Joe Cleary
- 1995: Dracula – wampiry bez zębów (Dracula – Dead and Loving it) jako pani Ouspenskaya
- 1995: Wakacje w domu (Home for the Holidays) jako Adele Larson
- 1996: Kres długiej drogi (Homecoming) jako Abigail
- 1996: Dogonić słońce (The Sunchaser) jako dr Renata Baumbauer
- 1997: G.I. Jane jako senator Lillian DeHaven
- 1997: Intensywna terapia (Critical Care) jako zakonnica
- 1998: Wielkie nadzieje (Great Expectations) jako Nora Dinsmoor
- 1998: Mrówka Z (Antz) jako królowa (głos)
- 1999: Deep in My Heart jako Gerry Cummins
- 2000: Zakazany owoc (Keeping the Faith) jako Ruth Schram
- 2000: Ostatnie lato (Up at the Villa) jako księżniczka San Ferdinando
- 2001: Bezpieczny port (Haven) jako mama Gruber
- 2001: Wielki podryw (Heartbreakers) jako Gloria Vogal / Barbara
- 2003: Rzymska wiosna pani Stone (The Roman Spring of Mrs. Stone) jako Contessa
- 2008: Delgo jako Sedessa (głos)

Seriale telewizyjne
- 1950–1951: Studio One jako Maria Cassini
- 1951: Suspense
- 1951: The Adventures of Ellery Queen
- 1951: Danger
- 1951: Lights Out
- 1953: Omnibus
- 1953: Kraft Television Theatre
- 1954-1957: Lux Video Theatre jako Ann / Kendal Browning
- 1956–1957: Climax! jako Elena / Audrey
- 1956–1957: The Alcoa Hour jako Alegre / Giselle
- 1957: Playhouse 90 jako Isobel Waring / Julie Bickford
- 1957: Zane Grey Theater jako Isabelle Rutledge
- 1958: The Frank Sinatra Show jako Carol Welles
- 1964: Bob Hope Presents the Chrysler Theatre jako Faye Benet Garret
- 1967: ABC Stage 67 jako Virginia
- 1969: The Kraft Music Hall
- 1977: Jezus z Nazaretu (Jesus of Nazareth) jako Maria Magdalena
- 1982: Marco Polo jako Signora Polo
- 1990: Freddie and Max jako Maxine (Max) Chandler
- 1994: Great Performances jako pani Fanning
- 1994: Simpsonowie (The Simpsons) jako dr Zweig (głos)

Reżyser
- 1980: Grubas (Fatso)

Scenariusz
- 1980: Grubas (Fatso)

## Nagrody
| Rok  | Nagroda                                         | Kategoria                                                                 | Film / Sztuka / Serial                  |
| ---- | ----------------------------------------------- | ------------------------------------------------------------------------- | --------------------------------------- |
| 1958 | Nagroda Tony                                    | Najlepsza aktorka drugoplanowa w sztuce                                   | Dwoje na huśtawce                       |
| 1959 | Nagroda Tony                                    | Najlepsza aktorka w sztuce                                                | Cudotwórczyni                           |
| 1963 | Nagroda Akademii Filmowej                       | Najlepsza aktorka pierwszoplanowa                                         | Cudotwórczyni (1962)                    |
| 1963 | Nagroda BAFTA                                   | Najlepsza aktorka pierwszoplanowa                                         | Cudotwórczyni (1962)                    |
| 1963 | National Board of Review                        | Najlepsza aktorka                                                         | Cudotwórczyni (1962)                    |
| 1963 | Międzynarodowy Festiwal Filmowy w San Sebastián | Najlepsza aktorka                                                         | Cudotwórczyni (1962)                    |
| 1965 | Nagroda BAFTA                                   | Najlepsza aktorka pierwszoplanowa                                         | Zjadacz dyń (1964)                      |
| 1965 | Złoty Glob                                      | Najlepsza aktorka w filmie dramatycznym                                   | Zjadacz dyń (1964)                      |
| 1965 | 17. MFF w Cannes                                | Najlepsza aktorka                                                         | Zjadacz dyń (1964)                      |
| 1968 | Złoty Glob                                      | Najlepsza aktorka w filmie komediowym lub musicalu                        | Absolwent (1967)                        |
| 1970 | Nagroda Emmy                                    | Znakomity program rozrywkowy lub muzyczny – muzyka różnorodna i popularna | Annie: Kobiety w życiu mężczyzny (1969) |
| 1978 | National Board of Review                        | Najlepsza aktorka                                                         | Punkt zwrotny (1977)                    |
| 1988 | Nagroda BAFTA                                   | Najlepsza aktorka pierwszoplanowa                                         | Charing Cross 84 (1987)                 |
| 1999 | Nagroda Emmy                                    | Najlepsza aktorka drugoplanowa w miniserialu lub filmie telewizyjnym      | Deep in My Heart (1999)                 |